# Campeonato manomanista
El Campeonato Manomanista es la máxima competición de la pelota mano profesional. Fue creada en 1940, cuando la Federación Española de Pelota, de reciente creación, decidió poner en marcha un torneo oficial para dilucidar quien era el mejor pelotari en el mano a mano. Con anterioridad existía la figura del campeón manomanista, pero se trataba de un título oficioso y honorífico que no estaba respaldado por ninguna federación oficial. Ese título no se ponía en disputa en ningún campeonato oficial, sino que se obtenía superando al anterior campeón en un duelo mano a mano, según ciertas reglas que estaban marcadas por la tradición.
A partir de su constitución oficial en 1940, en sus inicios se disputaba cada dos años, pasando a disputarse anualmente desde 1950. El primer campeón fue el mítico pelotari Atano III, a la edad de 36 años, siendo el también mítico Retegi II, el pelotari que atesora más txapelas con un total de 11, logrando las nueve primeras ininterrumpidamente.
Hasta la edición de 1995 el sistema de competición  era de escalera, en el que el ganador del año anterior esperaba en la final a su rival y así progresivamente en todos los peldaños, respetándose por tanto el lugar del escalafón que se alcanzaba en cada edición. Desde ese año el sistema de competición ha sufrido diversas modificaciones pero siempre con un sistema similar al que se disputa en los torneos de tenis, en la actualidad los cuatro semifinalistas del año anterior esperan a sus rivales en los cruces de cuartos de final. Al ganador del manomanista se le entrega una txapela como símbolo y trofeo por su victoria.
Desde el año 1957 se disputa paralelamente el denominado Manomanista de 2ª, reservado para pelotaris debutantes y de menor nivel, que no alcanzan el nivel de los pelotaris que juegan en los partidos estelares de los festivales de pelota, como así se denomina a los partidos, suelen ser dos o tres, que se disputan los fines de semana y festivos en los frontones. Tradicionalmente el vencedor del Manomanista de 2ª al año siguiente tiene derecho a disputar el también denominado Manomanista de 1.ª.
Desde la creación de la LEPM el campeonato se organiza fuera del ámbito y reglamento Federativo alguno. No siendo necesario que los pelotaria dispongan de ficha federativa.

## Palmarés
| Año      | Campeón           | Subcampeón        | Tanteo        | Frontón              |
| -------- | ----------------- | ----------------- | ------------- | -------------------- |
| 1940     | Atano III         | Txikito de Iraeta | 22-08         | Gros                 |
| 1942     | Atano III         | Atano VII         | 22-05         | Gros                 |
| 1944     | Atano VII         | Felipe            | 22-15         | Beotibar             |
|          | Atano III         | Felipe (1)        | 22-08         | Deportivo            |
| 1946     | Atano III         | Akarregi          | 22-16         | Astelena             |
| 1948     | Gallastegui       | Atano III         | 22-06         | Municipal de Bergara |
| 1950     | Gallastegui       | Akarregi          | 22-15         | Astelena             |
| 1951     | Gallastegui       | Akarregi          | 22-14         | Municipal de Bergara |
| 1953     | Barberito I       | Gallastegui (2)   |               |                      |
| 1954     | Soroa II          | Barberito I       | 22-04         | Astelena             |
| 1955     | Arriaran II       | Soroa II          | 22-13         | Astelena             |
| 1956     | Arriaran II       | García Ariño I    | 22-13         | Astelena             |
| 1957     | García Ariño I    | Arriaran II       | 22-11         | Deportivo            |
| 1958     | Ogueta            | Arriaran II       | 22-07         | Beotibar             |
| 1959     | Ogueta            | García Ariño I    | 22-13         | Municipal de Bergara |
| 1960     | Azkarate          | Ogueta            | 22-19         | Astelena             |
| 1961     | Azkarate          | Etxabe X          | 22-07         | Municipal de Bergara |
| 1962     | Azkarate          | García Ariño I    | 22-21         | Vitoriano            |
| 1963     | García Ariño I    | Azkarate          | 22-02         | Beotibar             |
| 1964     | Azkarate          | García Ariño I    | 22-14         | Anoeta               |
| 1965     | Azkarate          | Atano X           | 22-17         | Anoeta               |
| 1966     | Atano X           | Azkarate          | 22-13         | Astelena             |
| 1967     | Azkarate          | Atano X           | 22-18         | Anoeta               |
| 1968     | Atano X           | Azkarate          | 22-17         | Anoeta               |
| 1969     | Retegi I          | Atano X           | 22-08         | Municipal de Bergara |
| 1970     | Retegi I          | Lajos             | 22-12         | Anoeta               |
| 1971     | Lajos             | Retegi I          | 22-17         | Anoeta               |
| 1972     | Retegi I          | Lajos (3)         |               |                      |
| 1973     | Retegi I          | Tapia I           | 22-20         | Astelena             |
| 1974     | Retegi I          | Gorostiza         | 22-21         | Anoeta               |
| 1975     | Retegi I          | Lajos             | 22-14         | Anoeta               |
| 1976     | Lajos             | Retegi I (4)      |               |                      |
| 1977     | Gorostiza         | García Ariño IV   | 22-12         | Anoeta               |
| 1978     | Bengoetxea III    | García Ariño IV   | 22-13         | Anoeta               |
| 1979     | Bengoetxea III    | García Ariño IV   | 22-10         | Ogueta               |
| 1980     | Retegi II         | Maiz II           | 22-14         | Anoeta               |
| 1981     | Retegi II         | García Ariño IV   | 22-11         | Anoeta               |
| 1982     | Retegi II         | García Ariño IV   | 22-09         | Anoeta               |
| 1983     | Retegi II         | Galarza III       | 22-16         | Anoeta               |
| 1984     | Retegi II         | Galarza III       | 22-21         | Anoeta               |
| 1985     | Retegi II         | Galarza III       | 22-13         | Anoeta               |
| 1986     | Retegi II         | Tolosa            | 22-12         | Anoeta               |
| 1987     | Retegi II         | Tolosa            | 22-16         | Anoeta               |
| 1988     | Retegi II         | Galarza III       | 22-09         | Anoeta               |
| 1989     | Tolosa            | Retegi II         | 22-19         | Anoeta               |
| 1990     | Retegi II         | Tolosa            | 22-08         | Anoeta               |
| 1991     | Galarza III       | Retegi II         | 22-15         | Anoeta               |
| 1992     | Galarza III       | Retegi II         | 22-12         | Anoeta               |
| 1993     | Retegi II         | Galarza III       | 22-19         | Anoeta               |
| 1994     | Arretxe           | Errandonea        | 22-12         | Ogueta               |
| 1995     | Beloki            | Errandonea        | 22-15         | Atano III            |
| 1996     | Eugi              | Arretxe           | 22-19         | Atano III            |
| 1997     | Arretxe           | Elkoro            | 22-18         | Atano III            |
| 1998     | Beloki            | Eugi              | 22-13         | Atano III            |
| 1999 (5) | Beloki y Eugi     | Arretxe y Elkoro  | 22-09 y 22-11 | Atano III y Astelena |
| 2000     | Eugi              | Beloki            | 22-13         | Atano III            |
| 2001     | Beloki            | Eugi              | 22-08         | Atano III            |
| 2002     | Barriola          | Beloki            | 22-03         | Atano III            |
| 2003     | Patxi Ruiz        | Olaizola II       | 22-07         | Atano III            |
| 2004     | Martínez de Irujo | Xala              | 22-12         | Atano III            |
| 2005     | Olaizola II       | Martínez de Irujo | 22-18         | Atano III            |
| 2006     | Martínez de Irujo | Olaizola II       | 22-17         | Atano III            |
| 2007     | Olaizola II       | Barriola          | 22-10         | Atano III            |
| 2008     | Bengoetxea VI     | Barriola          | 22-11         | Atano III            |
| 2009     | Martínez de Irujo | Olaizola II       | 22-12         | Atano III            |
| 2010     | Martínez de Irujo | Xala              | 22-13         | Ogueta               |
| 2011     | Xala              | Olaizola II       | 22-19         | Bizkaia              |
| 2012     | Olaizola II       | Martínez de Irujo | 22-07         | Bizkaia              |
| 2013     | Olaizola II       | Martínez de Irujo | 22-07         | Bizkaia              |
| 2014     | Martínez de Irujo | Retegi Bi         | 22-09         | Atano III            |
| 2015     | Urrutikoetxea (6) | Olaizola II       | 22-19         | Bizkaia              |
| 2016     | Irribarria        | Urrutikoetxea     | 22-13         | Bizkaia              |
| 2017     | Bengoetxea VI     | Irribarria        | 22-18         | Bizkaia              |
| 2018     | Altuna III        | Olaizola II       | 22-14         | Bizkaia              |
| 2019     | Irribarria        | Urrutikoetxea     | 22-20         | Bizkaia              |
| 2020     | Jaka              | Altuna III        | 22-20         | Bizkaia              |
| 2021     | Altuna III        | Rezusta           | 22-5          | Bizkaia              |
| 2022     | Laso              | Ezkurdia          | 22-7          | Navarra Arena        |
| 2023     | Elordi            | Altuna III        | 22-18         | Bizkaia              |
| 2024     | Altuna III        | Laso              | 22-5          | Bizkaia              |
| 2025     | Altuna III        | Artola            | 22-19         | Bizkaia              |

(1) Aunque Felipe disputó la final del torneo, el subcampeón del mismo fue Atano VII, ya que los pelotaris y la Federación llegaron a un acuerdo por el cual los tres primeros clasificados se decidirían en virtud de dos partidos, la semifinal Atano VII-Felipe y la final Atano III-Felipe. Al perder Felipe ambos partidos; Atano III fue declarado campeón, y Atano VII subcampeón.
(2) Gallastegui renunció a jugar la final por discrepancias económicas con la Federación Española de Pelota Vasca y por el cambio de celebrar el torneo anualmente y no cada dos años como hasta entonces se celebraba.
(3) Lajos no se presentó en la final tras no concederle el aplazamiento solicitado por problemas musculares.
(4) Retegui I no pudo jugar la final por mal de manos.
(5) En la edición de 1999 se disputaron dos torneos por la falta de acuerdos entre las dos empresas de pelota mano, ASPE y Asegarce.
(6) Sustituye a Bengoetxea VI, lesionado.

## Palmarés por pelotaris
| Pelotari          | Txapelas | Finales |
| ----------------- | -------- | ------- |
| Retegi II         | 11       | 14      |
| Azkarate          | 6        | 9       |
| Retegi I          | 6        | 8       |
| Martínez de Irujo | 5        | 8       |
| Olaizola II       | 4        | 10      |
| Beloki            | 4        | 6       |
| Atano III         | 4        | 5       |
| Altuna III        | 4        | 6       |
| Eugi              | 3        | 5       |
| Gallastegui       | 3        | 4       |
| Galarza III       | 2        | 7       |
| García Ariño I    | 2        | 6       |
| Atano X           | 2        | 5       |
| Lajos             | 2        | 5       |
| Arretxe           | 2        | 4       |
| Arriarran II      | 2        | 4       |
| Ogueta            | 2        | 3       |
| Irribarria        | 2        | 3       |
| Bengoetxea III    | 2        | 2       |
| Bengoetxea VI     | 2        | 2       |
| Tolosa            | 1        | 4       |
| Barriola          | 1        | 3       |
| Xala              | 1        | 3       |
| Urrutikoetxea     | 1        | 3       |
| Gorostiza         | 1        | 2       |
| Soroa II          | 1        | 2       |
| Barberito I       | 1        | 2       |
| Atano VII         | 1        | 2       |
| Patxi Ruiz        | 1        | 1       |
| Erik Jaka         | 1        | 1       |
| Laso              | 1        | 1       |
| Elordi            | 1        | 1       |
| García Ariño IV   | 0        | 5       |
| Akarregi          | 0        | 3       |
| Errandonea        | 0        | 2       |
| Elkoro            | 0        | 2       |
| Maiz II           | 0        | 1       |
| Tapia I           | 0        | 1       |
| Etxabe X          | 0        | 1       |
| Txikito de Iraeta | 0        | 1       |
| Retegi Bi         | 0        | 1       |
| Ezkurdia          | 0        | 1       |

En negrilla pelotaris activos.

## Títulos por provincias
| Provincia | Txapelas | Pelotaris |
| Navarra   | 46       | Julían Retegi, Retegui II (11), Juan Ignacio Retegi, Retegui I (6), Juan Martínez de Irujo (5), Rubén Beloki y Aimar Olaizola, Olaizola II (4), Patxi Eugi (3), Fernando Arretxe, Juan Mari Bengoetxea, Bengoetxea III, Oinatz Bengoetxea, Bengoetxea VI, Ladis Galarza, Galarza III y Julián Lajos (2) y Abel Barriola, Patxi Ruiz y Unai Laso (1) |
| Guipúzcoa | 20       | Mariano Juaristi, Atano III (4), Miguel Gallastegui y Jokin Altuna, Altuna III (3), Joxe Arriaran, Arriaran II, Luciano Juaristi, Atano X e Iker Irribarria (2), Miguel Soroa Soroa II, Joxean Tolosa, Erik Jaka y José María Juaristi, Atano VII (1)                                                                                               |
| Vizcaya   | 11       | Hilario Azkarate (6), Jesús García Ariño, García Ariño I (2) e Iñaki Gorostiza, Mikel Urrutikoetxea y Aitor Elordi (1) |
| Álava     | 2        | Ogueta (2) |
| La Rioja  | 1        | Abel San Martín, Barberito I (1) |
| Lapurdi   | 1        | Yves Salaberri, Xala (1) |